# Pandemia de COVID-19 nas Bermudas
Este artigo documenta os impactos da Pandemia de COVID-19 em Bermudas e pode não incluir todas as principais respostas e medidas contemporâneas.

## Cronologia
Em 18 de março, foram confirmados os dois primeiros casos nas Bermudas.
Em 16 de abril, havia um total de 83 casos na ilha, dos quais 26 foram importados, 45 foram por transmissão comunitária, 12 estavam pendentes de investigação e 35 desses casos foram recuperados. Em 6 de abril, foi anunciado que houve as duas primeiras mortes do COVID-19 na ilha. Em 14 de abril, houve um total de 5 mortes por Covid-19.

## Reações governamentais
O governo anunciou um bloqueio de 14 dias a partir de 4 de abril, onde os residentes só podiam sair de casa para comprar alimentos ou buscar assistências médica. Em 14 de abril, foi anunciado que o bloqueio duraria 14 dias.